# Гострі відчуття
Гострі відчуття (англ. Sensation) — американський трилер 1994 року.

## Сюжет
Студентка коледжу допомагає вченому Яну Бертону в його дослідженнях психологічних явищ. Ліла з дитинства володіє винятковими парапсихологічними здібностям. Їй вдається встановити зв'язок між професором і серією сексуальних вбивств, але проте Ліла невідворотно тягне до нього. Чи стане вона наступною жертвою вбивці?.

## У ролях
| Актор                | Роль              |
| -------------------- | ----------------- |
| Ерік Робертс         | доктор Ян Бертон  |
| Карі Вурер           | Ліла Рід          |
| Рон Перлман          | детектив Пантелла |
| Пол Ле Мет           | Мітч Снайдер      |
| Клер Стенсфілд       | Паула             |
| Трейсі Ніхем         | Маріанн           |
| Кіран Малруні        | Денні Сандо       |
| Ед Беглі молодший    | Ерл Страубер      |
| Аліса Дайан          | Керрі Райнер      |
| Джейсон Росс-Ейзіків | детектив Холмс    |
| Джон Моріссей        | детектив          |
| Чак Зіто             | бармен            |